# Старожадовська волость
Старожадовська волость — історична адміністративно-територіальна одиниця Новгород-Сіверського повіту Чернігівської губернії з центром у селі Старий Жадов.
Станом на 1885 рік складалася з 4 поселень, 5 сільських громад. Населення — 7716 осіб (3892 чоловічої статі та 3824 — жіночої), 1391 дворове господарство.
|                     | Площа, десятин | У тому числі орної, дес. |
| ------------------- | -------------- | ------------------------ |
| Сільських громад    | 11767          | 8601                     |
| Приватної власності | 18067          | 3800                     |
| Іншої власності     | 146            | 100                      |
| Загалом             | 29980          | 12501                    |

Найбільші поселення волості на 1885 рік:
- Старий Жадов — колишнє власницьке село при урочищі Селище за 45 верст від повітового міста, 4258 осіб, 784 двори, 2 православні церкви, школа, 3 постоялих будинки, 4 лавки, 2 ярмарки на рік. За 8 верст — суконна фабрика. За 9 верст — паровий маслобійний і винокурний заводи з водяним млином.
- Машеве — колишнє власницьке село при річці Вострі, 2178 осіб, 363 двори, православна церква, школа, постоялий двір, 2 постоялих будинки, 5 лавок, 4 водяних млини, крупорушка, 3 ярмарки на рік.

1899 року у волості налічувалось 5 сільських громад, населення зросло до 10 935 осіб (5470 чоловічої статі та 5465 — жіночої).